# Erdei szalonka

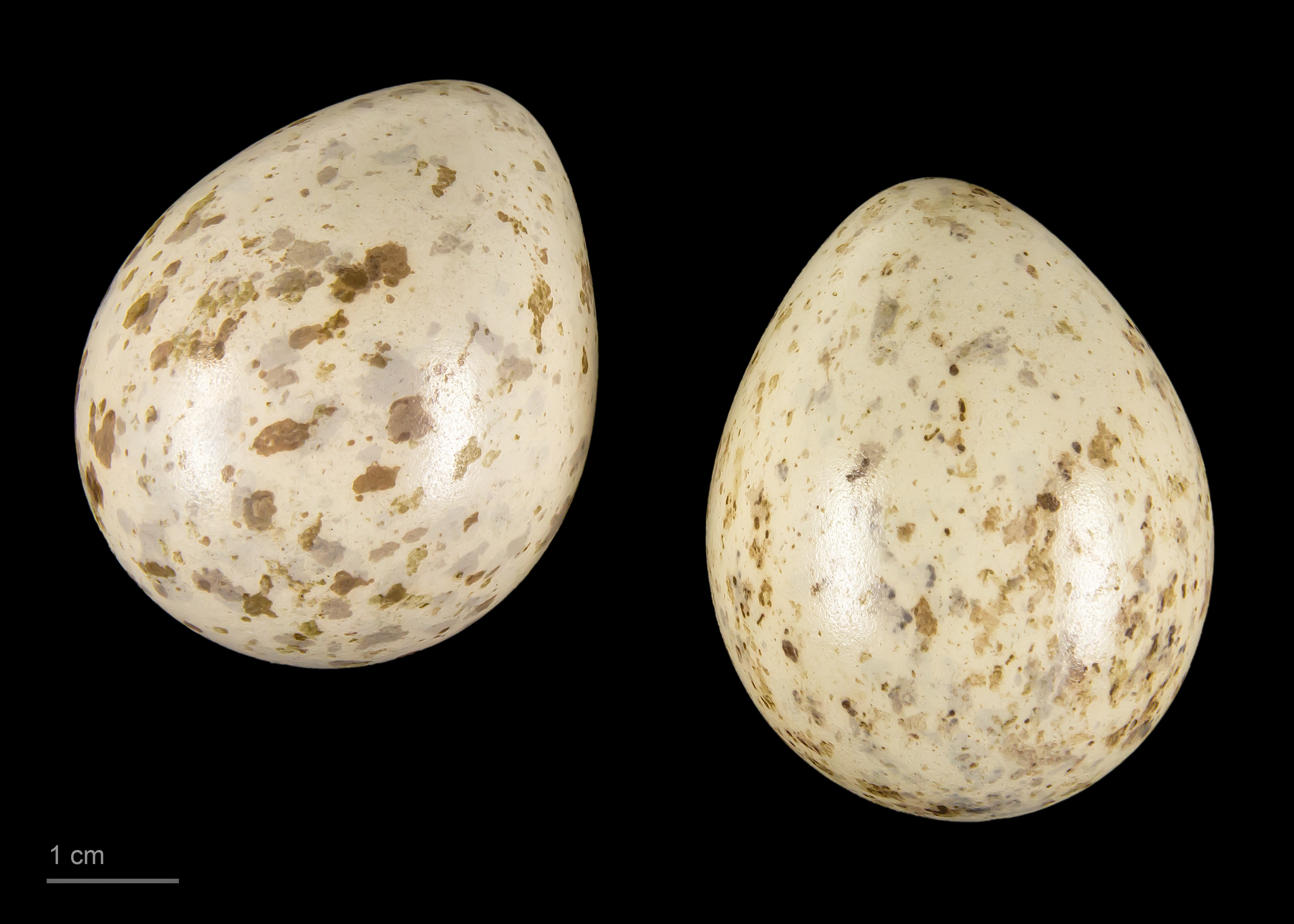
Scolopax rusticola rusticola

Az erdei szalonka (Scolopax rusticola) a madarak osztályának lilealakúak (Charadriiformes) rendjébe, ezen belül a szalonkafélék (Scolopacidae) családjába tartozó faj.

## Rendszerezése
A fajt Carl von Linné svéd természettudós írta le 1758-ban.

## Előfordulása
Eurázsia mérsékelt övi részén fészkel, telelni délre vonul. Természetes élőhelyei a tűlevelű erdők, mérsékelt övi erdők és cserjések, valamint szántóföldek.

### Kárpát-medencei előfordulása
Magyarországon rendszeres fészkelő, de átvonuló példányokat is észlelnek március és április, valamint szeptember és október között. Sűrű és nedves aljnövényzetű elegyes erdők lakója.

## Megjelenése
Testhossza 30–35 centiméter, szárnyfesztávolsága 56–60 centiméteres, testtömege pedig 130–420 gramm közötti. Barnás, sárgás foltos tollruhája kiváló rejtőszínt biztosít környezetében. Az erdei szalonka szeme a fejlődés folyamán fokozatosan a feje tetejére és oldalra került. Ezáltal nagy a látómezeje: 360 fok. A szalonka gyakorlatilag úgy is tud nézni, hogy a tarkóján van a szeme. Ezért nem könnyű meglepni a földön tartózkodó szalonkát. Miközben járkál és kis rovarokat szed fel a földről, vagy csőrével a földet túrja férgek után, hátrafelé és előre egyaránt lát. Az erdei szalonka csőre alkalmas arra, hogy megfogja vele a férgeket a földben. A csőrében levő tapintótestecskék segítenek megtalálni a zsákmányt. Amikor a jelzés eljutott az agyba, kinyílik a csőr hegyi része, körbefogja a férget és bekapja anélkül, hogy kivenné a csőrét a földből.
|  |

## Életmódja
Hosszú csőrével este kezdi el a talajon keresni gilisztákból, lárvákból és rovarokból álló táplálékát, de ősszel és télen bogyókat is fogyaszt. Szeme magasan helyezkedik el, ezáltal lehajtott fejjel is viszonylag jól belátja környezetét.

## Szaporodása
Az erdei szalonka párosodási szertartása vagy az úgynevezett dürgés alkonyatkor történik. A hímek körberöpködnek az erdő szélén, völgyekben, tisztásokon, s közben "pisszegnek" és "korrognak". Lenn a földön hallgatják őket a tojók. Amikor felizgulnak, halk hívó hangot hallatnak, és kiterítik farktollaikat. A farktollak fehér vége a sötétben úgy világít, mint egy jelzés. A hím meglátja és meghallja a tojót, és odarepül mellé. Gyakran több tojóval is sikerül párzania.
Talajra, a sűrű aljnövényzet közé, kisebb mélyedésbe rejti el levelekkel bélelt fészkét. Fészekalja 4 tojásból áll, melyen 22-24 napig kotlik. A kikelt fiókák  szinte azonnal elhagyják a fészket és a környező növényzet közé bújnak. Csőrük még rövidebb, mint a felnőtt madaraké.

## Természetvédelmi helyzete
Az elterjedési területe rendkívül nagy, egyedszáma pedig stabil. A Természetvédelmi Világszövetség Vörös listáján nem fenyegetett fajként szerepel. Európában védett Natura 2000-es faj, vadászata viszont vitákat kelt.